# فاتیما موریرا ده ملو
فاتیما موریرا ده ملو (انگلیسی: Fatima Moreira de Melo؛ زادهٔ ۴ ژوئیهٔ ۱۹۷۸) بازیکن هاکی روی چمن اهل هلند بود.